# 孫國卿
孫國卿為台灣男性配音員，綽號小虎。

## 人物介紹
- 父親為已故資深配音員孫德成。

## 配音作品
- 主要角色名稱以粗體顯示。
- 以下皆為國語配音。

### 日本動畫
- 《第一神拳》：幕之內一步
- 《光之美少女 Splash Star》：宮迫學
- 《古代王者 恐龍王》：愛德

### 日本動畫電影
- 《地海戰記》：亞刃
- 《借物少女艾莉緹》：斯皮勒

### 英國劇集
- 《梅林傳奇》：梅林

### 英美電影
- 《哈利波特系列電影》：跩哥·馬份